# سالين إس 7
سالين إس 7 (بالإنجليزية: Saleen S7) ، هي سيارة رياضية أنتجها شركة سالين الأمريكية، عرضت في معارض السيارات سنة 2000م وتوقفت عام 2004م، وظهرت السيارة مشابهة لسيارة سالين إس 7 ، وتدعى سالين إس 7 توين توربو وبدأت ظهورها عام 2004 وتوقفت عام 2009م.

## معرض صور

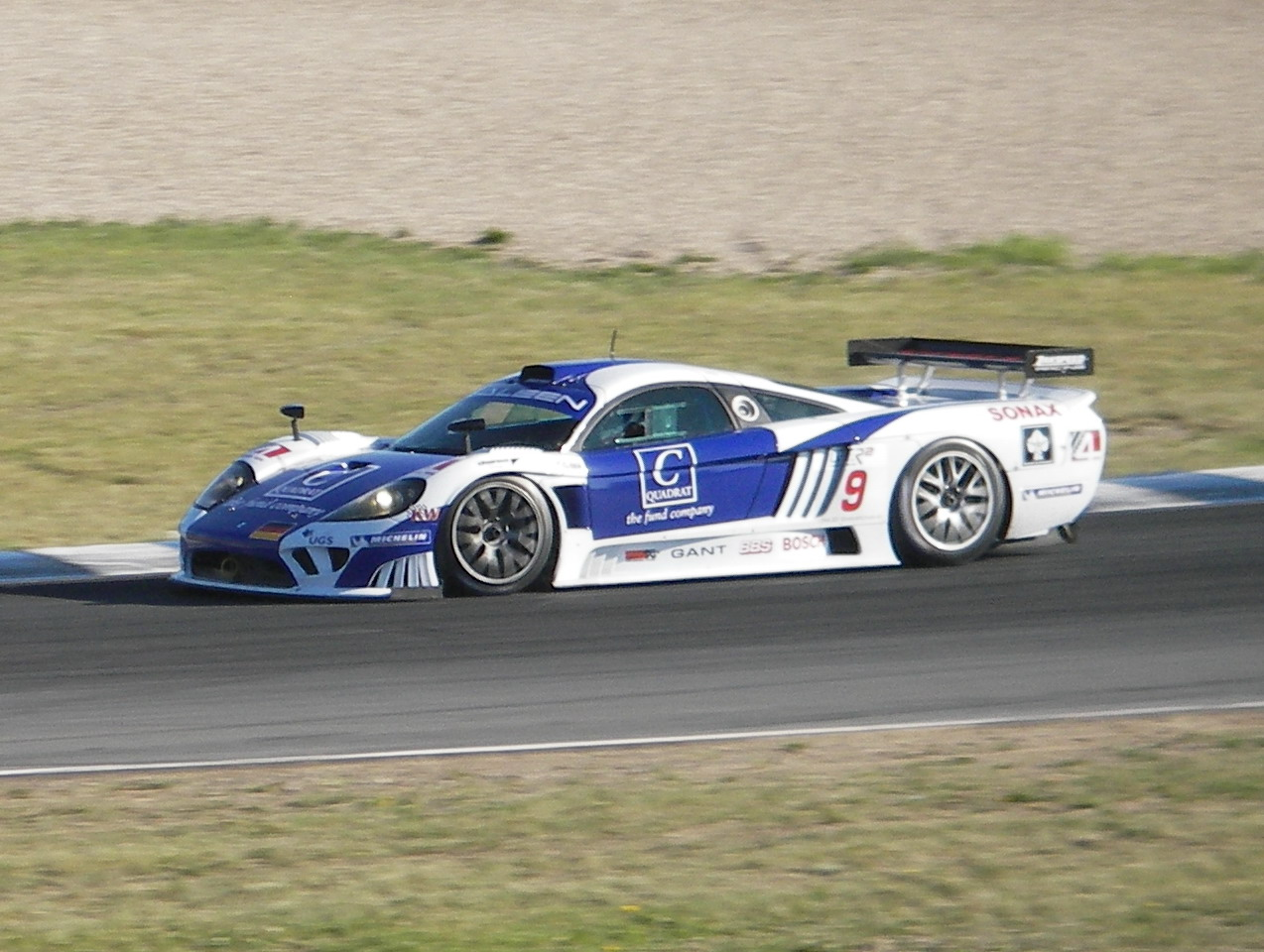
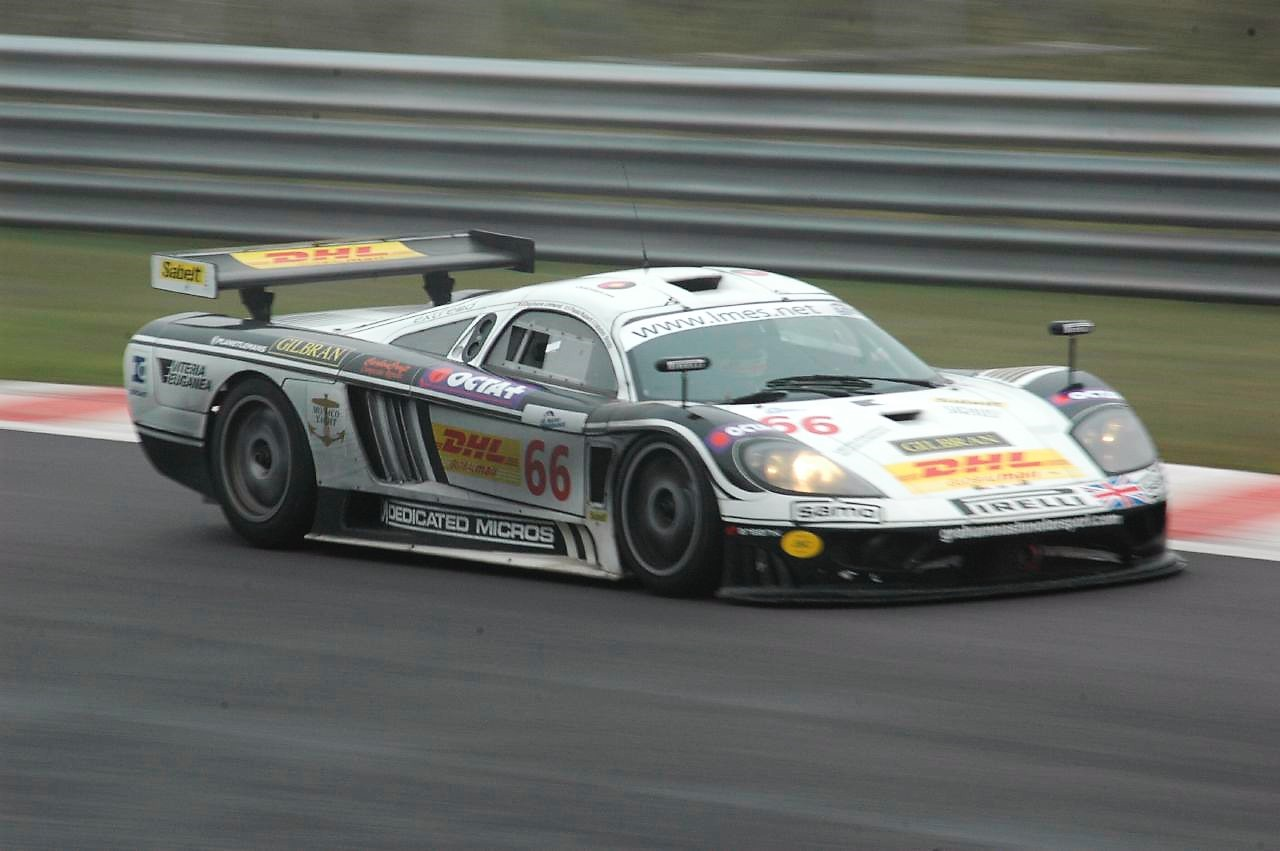
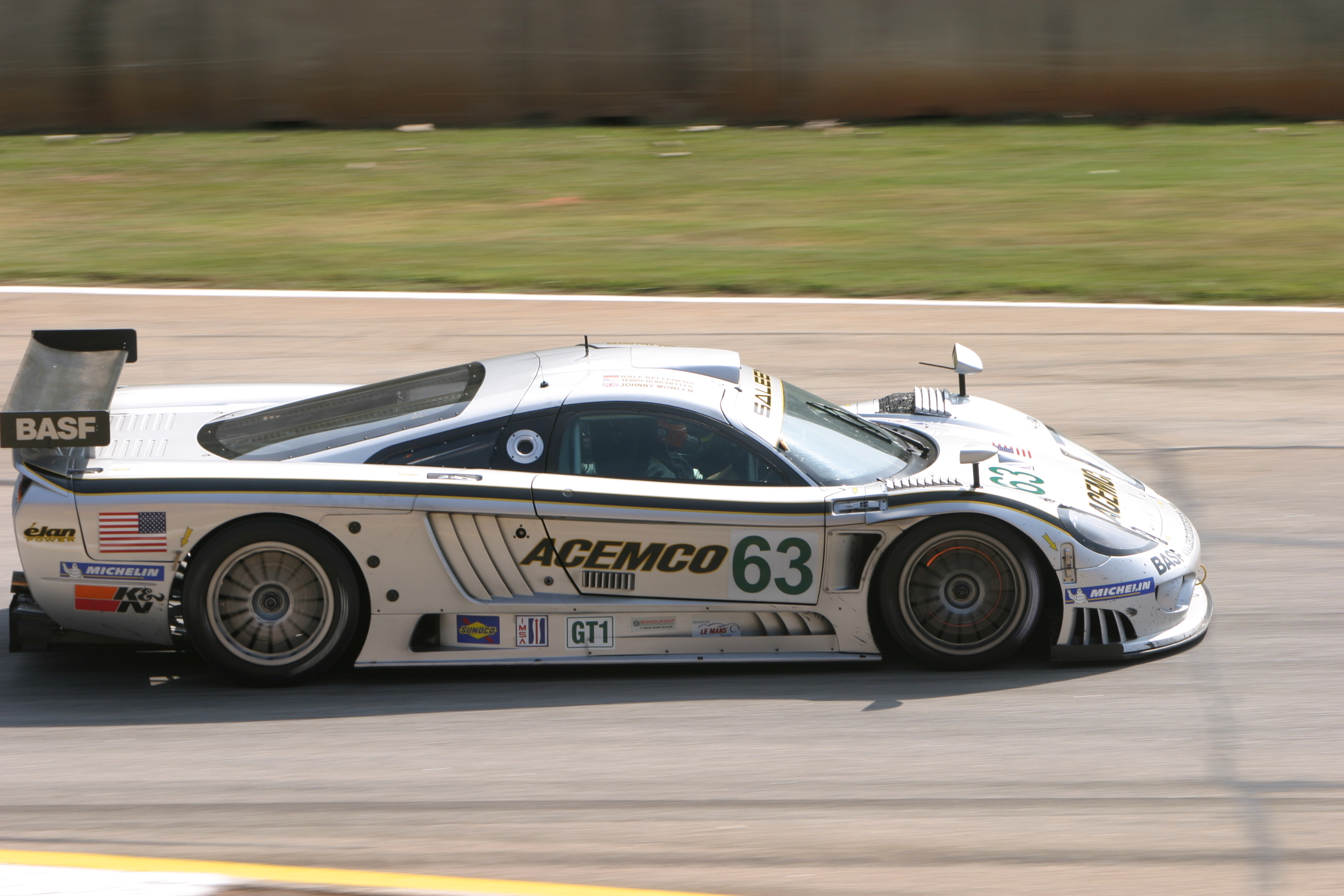

## وصلات خارجية
- Saleen نسخة محفوظة 28 فبراير 2021 على موقع واي باك مشين. - Official S7 Twin Turbo website
- Ray Mallock Ltd. (RML) - Developer of the S7
- Phil Frank Design, LLC - Designer of the S7
- World Sports Racing Prototypes - Saleen S7-R chassis history